# Гардінґ (округ, Нью-Мексико)
Шаблон:StateAbbr_ 35°52′ пн. ш. 103°49′ зх. д. / 35.86° пн. ш. 103.82° зх. д.
Округ  Гардінґ (англ. Harding County) — округ (графство) у штаті  Нью-Мексико, США. Ідентифікатор округу 35021.

## Історія
Округ утворений 1921 року.

## Демографія
За даними перепису 
2000 року 
загальне населення округу становило 810 осіб, усе сільське.
Серед мешканців округу чоловіків було 410, а жінок — 400. В окрузі було 371 домогосподарство, 232 родин, які мешкали в 545 будинках.
Середній розмір родини становив 2,84.
Віковий розподіл населення поданий у таблиці:
| Стать    | До 15 років | 15—21 | 22—29 | 30—39 | 40—49 | 50—65 | 65—85 | Понад 85 |
| -------- | ----------- | ----- | ----- | ----- | ----- | ----- | ----- | -------- |
| Чоловіки | 54          | 45    | 23    | 33    | 62    | 87    | 97    | 9        |
| Жінки    | 64          | 27    | 17    | 41    | 58    | 70    | 101   | 22       |

## Суміжні округи
- Юніон — північний схід
- Квей — південний схід
- Сан-Мігель — південь
- Мора — захід
- Колфакс — північний захід

## Виноски
1. ↑  U.S. Decennial Census. United States Census Bureau. Архів оригіналу за 12 травня 2015. Процитовано 2 січня 2015.
2. ↑  Historical Census Browser. University of Virginia Library. Архів оригіналу за 11 серпня 2012. Процитовано 2 січня 2015.
3. ↑  Population of Counties by Decennial Census: 1900 to 1990. United States Census Bureau. Архів оригіналу за 16 квітня 2015. Процитовано 2 січня 2015.
4. ↑  Census 2000 PHC-T-4. Ranking Tables for Counties: 1990 and 2000 (PDF). United States Census Bureau. Архів оригіналу (PDF) за 18 грудня 2014. Процитовано 2 січня 2015.
5. ↑  State & County QuickFacts. United States Census Bureau. Архів оригіналу за 6 червня 2011. Процитовано 29 вересня 2013.(англ.) Наведено за англійською вікіпедією.
6. ↑  American FactFinder. Бюро перепису населення США. Архів оригіналу за 21 травня 2008. Процитовано 31 січня 2008.

| США | Це незавершена стаття з географії США. Ви можете допомогти проєкту, виправивши або дописавши її. |